# Тимирясова, Асия Витальевна
Асия́ Вита́льевна Тимиря́сова (род. 11 мая 1974 года в г. Казани) — российский учёный-экономист и общественный деятель, кандидат экономических наук, ректор Казанского инновационного университета имени В. Г. Тимирясова (ИЭУП), член Общественной палаты Республики Татарстан, член Совета Ассоциации негосударственных вузов России (АНВУЗ).

## Биография
Родилась в 1974 году в городе Казани. Отец — экономист Виталий Тимирясов. Закончила Казанский государственный университет им. В. И. Ульянова-Ленина в 1996 году и Финансовая академия при Правительстве Российской Федерации в 2002 году. В 2004 году в Чувашском государственном университете защитила диссертацию на соискание учёной степени кандидата экономических наук. В 2014 году присвоено почётное звание «Заслуженный экономист Республики Татарстан».
С 1997 года на научно-педагогической работе. В период 1997—2013 годов работала ассистентом, старшим преподавателем, доцентом, проректором Института экономики, управления и права (г. Казань). С 2013 года — ректор этого Института, преобразованного в 2016 году в Казанский инновационный университет имени В. Г. Тимирясова (ИЭУП).

## Общественная деятельность
С 2013 года — член Совета Ассоциации негосударственных вузов России и член Совета Ассоциации предприятий малого и среднего бизнеса Республики Татарстан.
С 2014 года — член Общественного совета при Министерстве образования и науки Республики Татарстан.
С 2015 года — член экспертного совета при Уполномоченном по правам человека в Республике Татарстан.
С 2016 года — член Общественной палаты Республики Татарстан и член общественного совета при Министерстве земельных и имущественных отношений Республики Татарстан.
Тимирясова А. В. известна как организатор и член жюри различных конкурсов общероссийского и регионального уровня, в том числе:
- Всероссийского конкурса флористов «Букет Универсиады»[16][17][18][19];
- Республиканского студенческого фестиваля-конкурса военно-патриотической песни «Гордясь прошлым, созидаем будущее!» среди профессиональных образовательных организаций имени командующего ВДВ генерал-полковника В. А. Ачалова[20][21];
- Республиканского конкурса «Студенческая семья Татарстана»[22][23][24];
- Республиканского конкурса профессионального мастерства среди работников предприятий туристской индустрии «Звёзды гостеприимства»[25].

6 марта 2022 года после вторжения России на Украину подписала письмо в поддержу действий президента Владимира Путина.

## Научная деятельность
Тимирясова А. В. является автором около 100 научных публикаций, специалистом в сфере экономической теории и менеджмента.

### Основные научные публикации
Энциклопедические, справочные и монографические издания
- Ахметова Д. З., Тимирясова А. В., Хадиев М. М. Как сделать образовательное учреждение процветающим. — Казань: Издательство «Таглимат», 2003. — 115 с. — 1000 экз. — ISBN 5-8399-0070-2.
- Тимирясова А. В. Теоретико-методологические аспекты государственного регулирования инвестиционной деятельности. — Казань: Издательство «Таглимат», 2004. — 64 с. — 1000 экз. — ISBN 5-8399-0107-5.
- Одегов Ю. Г., Шарифуллина Т. А., Тимирясова А. В., Краснова О. М. Формирование рынка труда в Республике Татарстан: теория и практика. — Казань: Издательство «Познание», 2008. — 272 с. — 500 экз. — ISBN 978-5-8399-0255-8.
- Хамидуллина Г. Р., Тимирясова А. В., Миргалеева И. В., Гусарова Л. В., Жилина Н. Н.  Автономные учреждения: особенности функционирования и финансирования. Казань: Издательство «Познание», 2008. — 148 с. — 500 экз. — ISBN 978-5-8399-0253-4.
- Тимирясова А. В., Воронцова Л. В., Хикматов Р. И., Байгильдеев А. В. Формирование стратегии развития кластерных систем региона. — Казань: Издательство Познание, 2009. — 132 с. — 500 экз. — ISBN 978-5-8399-0275-6.
- Хамидуллина Г. Р., Тимирясова А. В., Гафиуллина Л. Ф. Модернизация профессионального образования в системе экономического развития региона. — Казань: Издательство «Познание», 2009. — 132 с. — 2500 экз. — ISBN 978-5-8399-0296-1.
- Хамидуллина Г. Р., Тимирясова А. В., Гафиуллина Л. Ф. Направления реформирования высшего профессионального образования. — Казань: Издательство «Познание», 2009. — 136 с. — 1000 экз. — ISBN 978-5-8399-0300-5.
- Хамидуллина Г. Р., Тимирясова А. В. Кредит на образование в России: проблемы и перспективы. — Казань: Издательство «Познание», 2010. — 115 с. — 1000 экз. — ISBN 978-5-8399-0322-7.
- Хамидуллина Г. Р., Тимирясова А. В., Жилина Н. Н. Актуальные аспекты модернизации организационно-финансового механизма системы образования Республики Татарстан. — Казань: Издательство «Познание», 2010. — 183 с. — 3000 экз. — ISBN 978-5-8399-0336-4.
- Максимцев И. А., Кураков Л. П., Тимирясова А. В. и др. Большой экономический энциклопедический словарь / Под ред. Л. П. Куракова. — М.: ЮниВестМедиа, 2011. — 1200 с. — 1000 экз. — ISBN 978-5-903828-08-1.
- Максимцев И. А., Буркин А. И., Тимирясова А. В. и др. Краткий словарь: инновационная экономика и экономическая безопасность / Под общ. ред. Л. П. Куракова. — М.: Издательство ИАЭП, 2012. — 656 с. — 1000 экз. — ISBN 978-5-905934-03-2.
- Воронцова Л. В., Кочеткова Н. В., Крамин Т. В., Тимирясова А. В. Управление трансакционными издержками в образовании. — Казань: Издательство «Познание», 2013. — 228 с. — 1000 экз. — ISBN 978-5-8399-0473-6.
- Гусев А. В., Кураков Л. П., Тимирясова А. В. и др. Экономико-юридический словарь: судебная система России / Науч. ред. Л. П. Кураков. — М.: Издательство ИАЭП, 2013. — 1168 с. — 3000 экз. — ISBN 978-5-905934-06-3
- Кураков Л. П., Румянцев Н. В., Тимирясова А. В. и др. Большой энциклопедический экономико-юридический словарь: интеграция, безопасность, право / Под ред. Л. П. Куракова. — М.: Издательство ИАЭП, 2013. — 1200 с. — 3000 экз. — ISBN 978-5-905934-07-0.
- Мальгин В. А., Скоробогатов А. В., Тимирясова А. В. и др. Государственно-частное партнерство в образовании: сущность, тенденции, социальная ответственность. — Казань: Издательство «Познание», 2013. — 232 с. — 3000 экз. — ISBN 978-5-8399-0410-1.
- Воронцова Л. В., Галиахметова А. М., Тимирясова А. В. и др. Отраслевые и региональные аспекты вступления России во Всемирную торговую организацию. — Казань: Издательство «Познание», 2014. — 180 с. — 500 экз. — ISBN 978-5-8399-0464-4.
- Гусев А. В., Кураков Л. П., Тимирясова А. В. и др. Социальная сфера и право: словарь-справочник / Под общ. ред. Л. П. Куракова. — М.: Издательство ИАЭП, 2014. — 704 с. — 1000 экз. — ISBN 978-5-905934-14-8.
- Гусев А. В., Кураков Л. П., Тимирясова А. В. и др. Социальная сфера: краткий словарь-справочник / Под ред. Л. П. Куракова, А. Ю. Егорова. — Казань: Издательство «Познание», 2014. — 432 с. — 1000 экз. — ISBN 978-5-8399-0517-7.
- Кураков Л. П., Аксаков А. Г., Тимирясова А. В. и др. Финансы и кредит: словарь-справочник / Под ред. Л. П. Куракова, А. Ю. Егорова. — Казань: Издательство «Познание», 2014. — 1104 с. — 1000 экз. — ISBN 978-5-8399-0519-1.
- Кураков Л. П., Олейник О. В., Тимирясова А. В. и др. Экономика, управление и право: словарь-справочник / Под общ. ред. Л. П. Куракова. — М.: Издательство ИАЭП, 2014. — 704 с. — 1000 экз. — ISBN 978-5-905934-11-7.
- Дроздов Н. Н., Олейник О. В., Тимирясова А. В. и др. Формирование новой культурно-экологической стратегии России / Под общ. ред. Л. П. Куракова, С. М. Пястолова, В. Н. Муратова. — М.: Издательство ИАЭП, 2015. — 104 с. — 1000 экз. — ISBN 978-5-905934-21-6.
- Тимирясова А. В., Мальгин В. А., Воронцова Л. В. Инновационная деятельность как определяющий фактор развития современной экономики. Казань: Издательство «Познание», 2016. — 124 с. — 500 экз. — ISBN 978-5-8399-0567-2.

Учебники и учебные пособия
- Найденов Л. И., Тимирясова А. В. Оценка бизнеса: Учебно-практическое пособие. — Казань: Издательство «Таглимат», 2001. — 72 с. — 1000 экз. — ISBN 5-8399-0018-4.
- Найденов Л. И., Тимирясова А. В. Оценка стоимости предприятия: Учебно-практическое пособие. — Казань: Издательство «Таглимат», 2003. — 96 с. — 1000 экз. — ISBN 5-8399-0078-8.
- Найденов Л. И., Тимирясова А. В. Оценка единого объекта недвижимости: Учебное пособие. — Казань: Издательство «Таглимат», 2004. — 168 с. — 1000 экз. — ISBN 5-8399-0055-9. (Рекомендовано УМО по образованию в области финансов, учёта и мировой экономики в качестве учебного пособия для студентов, обучающихся по специальности «Финансы и кредит»)
- Найденов Л. И., Тимирясова А. В. Оценка единого объекта недвижимости: Учебное пособие. — 2-е изд. — Казань: Издательство «Таглимат», 2004. — 176 с. — 1000 экз. — ISBN 5-8399-0055-9. (Рекомендовано УМО по образованию в области финансов, учёта и мировой экономики в качестве учебного пособия для студентов, обучающихся по специальности «Финансы и кредит»)
- Найденов Л. И., Тимирясова А. В. Оценка стоимости предприятия: Учебно-практическое пособие. — 2-е изд. — Казань: Издательство «Таглимат», 2004. — 96 с. — 1000 экз. — ISBN 5-8399-0102-4. (Рекомендовано УМО по образованию в области финансов, учёта и мировой экономики в качестве учебного пособия для студентов, обучающихся по специальности «Финансы и кредит»)
- Фукин С. П., Тимирясова А. В., Ахметьянова З. А., Найденов Л. И. Оценка стоимости нематериальных активов: Учебное пособие. — Казань: Издательство «Таглимат», 2004. — 96 с. — 1000 экз. — ISBN 5-8399-0074-9. (Рекомендовано УМО по образованию в области финансов, учёта и мировой экономики в качестве учебного пособия для студентов, обучающихся по специальности «Финансы и кредит»)
- Тимирясов В. Г., Сергеев Д. А., Тимирясова А. В. и др. Экономика: Учебник для учащихся профильных классов общеобразовательных школ. — Казань: Издательство «Таглимат», 2006. — 332 с. — 1000 экз. — ISBN 5-8399-0126-1.
- Тимирясов В. Г., Сергеев Д. А., Тимирясова А. В. и др. Икътисад: Гомуми белем бирү мәктәпләренең профильле сыйныф укучылары өчен дәреслек. — Казань: Издательство «Таглимат», 2006. — 352 с. — 1000 экз. — ISBN 5-8399-0196-2.
- Найденов Л. И., Тимирясова А. В. Оценка земель поселений и земель сельскохозяйственного назначения. — Казань: Издательство «Познание», 2007. — 172 с. — 1000 экз. — ISBN 978-5-8399-0207-7.
- Найденов Л. И., Тимирясова А. В. Оценка стоимости ценных бумаг: учебное пособие. — Казань: Издательство «Познание», 2008. — 106 с. — 500 экз. — ISBN 978-5-8399-0272-5.
- Кураков Л. П., Кураков А. П. , Тимирясова А. В.  Экономика: учебник. — Чебоксары: Издательство Чувашского университета, 2009. — 530 с. — 3000 экз. — ISBN 978-5-7677-1292-2. (Допущено Министерством образования и науки Российской Федерации в качестве учебника для студентов высших учебных заведений)
- Кураков Л. П. , Кураков А. П., Тимирясова А. В. Экономическая теория: учебник. — Чебоксары: Издательство Чувашского университета, 2009. — 574 с. — 1500 экз. — ISBN 978-5-7677-1281-6. (Допущено Министерством образования и науки Российской Федерации в качестве учебника для студентов высших учебных заведений)
- Кураков Л. П., Кураков А. Л., Тимирясова А. В. Экономика: учебник для студентов высших учебных заведений. — Чебоксары: Изд-во Чувашского университета, 2010. — 532 с. — 1000 экз. — ISBN 978-5-7677-1420-9.
- Максимцев И. А., Кураков Л. П., Тимирясова А. В. Экономика: учебник для вузов / Под ред. В. Л. Куракова. — М.: Гелиос АРВ, 2012. — 640 с. — 1000 экз. — ISBN 978-5-85438-212-0.
- Максимцев И. А., Кураков Л. П., Тимирясова А. В. и др. Экономика: учебник для вузов / Под общ. ред. Л. П. Куракова. — М.: Издательство ИАЭП, 2015. — 512 с. — 1000 экз. — ISBN 978-5-905934-18-6.
- Пястолов С. М., Кураков Л. П., Тимирясова А. В. и др. Экономика: учебник для студентов высших учебных заведений / Под общ. ред. Л. П. Куракова, С. М. Пястолова, А. В. Тимирясовой. — Казань: Издательство «Познание», 2015. — 568 с. — 1000 экз. — ISBN 978-5-8399-0566-5.
- Самкова В. А., Клемяшова Е. М., Тимирясова А. В. и др. Экологическое образование и воспитание школьников: учеб.-метод. пособие / Под науч. ред. Л. П. Куракова, О. В. Олейника. — М.: Издательство ИАЭП, 2015. — 264 с. — 1000 экз. — ISBN 978-5-905934-19-3.
- Самкова В. А., Клемяшова Е. М., Тимирясова А. В. и др. Экологическое образование и воспитание школьников: учеб.-метод. пособие / Под науч. ред. Л. П. Куракова, О. В. Олейника. — 2-е изд. — М.: Издательство ИАЭП, 2015. — 368 с. — 1000 экз. — ISBN 978-5-8399-0536-8.
- Самкова В. А., Клемяшова Е. М., Тимирясова А. В. и др. Экологическое образование и воспитание молодежи: учеб.-метод. пособие / Под науч. ред. Л. П. Куракова, О. В. Олейника. — М.: Издательство ИАЭП, 2016. — 416 с. — 1000 экз. — ISBN 978-5-905934-29-2.

Статьи в ведущих научных журналах
- Найденов Л. И., Тимирясова А. В. Определение залоговой стоимости земельного участка и суммы необходимого кредита // Актуальные проблемы экономики и права. — 2007. — № 3. — С. 65-69.
- Тимирясова А. В. Формирование образовательных кластеров как важнейшего элемента реформирования системы образования в Республике Татарстан // Вестник Чувашского университета. — 2009. — № 4. — С. 492—500.
- Хамидуллина Г. Р., Тимирясова А. В. Организация финансового механизма системы образования // Актуальные проблемы экономики и права. — 2010. — № 2. — С. 102—105.
- Крамин Т. В., Крамин М. В., Петрова Е. А., Тимирясова А. В. Формирование модели системы корпоративного управления промышленного предприятия // Актуальные проблемы экономики и права. — 2011. — № 1. — С. 81-86.
- Тимирясова А. В. Формирование научно-образовательных кластеров как важнейшего элемента стратегии развития системы образования Республики Татарстан // Актуальные проблемы экономики и права. — 2012. — № 1. — С. 69-74.
- Тимирясова А. В., Антонов С. А., Антонова И. И. СМК вуза и новые образовательные стандарты // Стандарты и качество. — 2012. — № 10. — С. 98-99.
- Крамин Т. В., Крамин М. В., Тимирясова А. В. Неравенство в доходах как фактор экономического роста и инвестиционной привлекательности российских регионов // Вестник Астраханского государственного технического университета. Серия «Экономика». — 2013. — № 2. — С. 31-44.
- Крамин Т. В., Леонов В. А., Тимирясова А. В. Влияние крупных региональных инвестиционных проектов на инвестиционную привлекательность региона в условиях членства России в ВТО // Вектор науки Тольяттинского государственного университета. — 2013. — № 2. — С. 301—306.
- Крамин Т. В., Леонов В. А., Тимирясова А. В. Инвестиционная привлекательность региона как основа разработки и реализации регионального инвестиционного проекта // Вектор науки Тольяттинского государственного университета. — 2013. — № 2. — С. 293—300.
- Тимирясова А. В. Разработка рекомендаций по совершенствованию институционального окружения образовательной системы Российской Федерации // Актуальные проблемы экономики и права. — 2013. — № 2.- С. 101—107.
- Тимирясова А. В., Крамин М. В., Крамин Т. В. К вопросу о международной конкурентоспособности регионов России // Вектор науки Тольяттинского государственного университета. — 2013. — № 2. — С. 348—354.
- Тимирясова А. В., Крамин Т. В. К вопросу о структуре интеллектуального капитала образовательного учреждения // Вектор науки Тольяттинского государственного университета. — 2013. — № 1. — С. 254—258.
- Тимирясова А. В., Крамин Т. В. Предпосылки и направления интеграции в российском образовании // Актуальные проблемы экономики и права. — 2013. — № 1. — С. 144—150.
- Тимирясова А. В., Крамин Т. В. Формирование модели управления стоимостью в региональном научно-образовательном кластере // Вектор науки Тольяттинского государственного университета. — 2013. — № 2. — С. 341—347.
- Grigoryev R.A., Kramin M.V., Kramin T.V., Timiryasova A.V. Import Substitution And Integration Processes Of Corporate Management As Tools For Competitiveness Development Of The Russian Regions Under Modern Conditions // Актуальные проблемы экономики и права. — 2014. — № 3. — С. 20-25.
- Тимирясова А. В. Институт экономики, управления и права — вуз высокой социальной направленности // Педагогическое образование и наука. — 2014. — № 1. — С. 62-65.
- Тимирясова А. В., Крамин Т. В., Крамин М. В. Количественная оценка влияния факторов международной конкурентоспособности регионов России // Актуальные проблемы экономики и права. — 2014. — № 1. — С. 156—165.
- Григорьев Р. А., Крамин М. В., Крамин Т. В., Тимирясова А. В. Неравенство распределения дохода и экономический рост в регионах России в посткризисный период // Экономика региона. — 2015. — № 3. — С. 102—113.
- Тимирясова А. В., Камашева Ю. Л., Хайбрахманов Р. Х. Развитие института профессионально-общественной аккредитации в России: проблемы и решения // Педагогическое образование и наука. — 2015. — № 4. — С. 50-54.

## Награды
- Почётное звание «Заслуженный экономист Республики Татарстан» (2014 год) — за вклад в подготовку высококвалифицированных специалистов, заслуги в экономической и научно-исследовательской деятельности[27]
- Медаль «За доблестный труд» (2019 год) — за многолетнюю плодотворную работу, большой вклад в развитие системы образования и подготовку высококвалифицированных специалистов[28].
- Премия Президента Республики Татарстан (2022 год) — за вклад в развитие институтов гражданского общества в Республике Татарстан[29].

## Личная жизнь
Дочь В. Г. Тимирясова. Замужем. Воспитывает двух дочерей.